# Aloguinsan
Aloguinsan è una municipalità di quarta classe delle Filippine, situata nella Provincia di Cebu, nella Regione del Visayas Centrale.
Aloguinsan è formata da 15 baranggay:
- Angilan
- Bojo
- Bonbon
- Esperanza
- Kandingan
- Kantabogon
- Kawasan
- Olango
- Poblacion
- Punay
- Rosario
- Saksak
- Tampa-an
- Toyokon
- Zaragosa